# The Russia Journal
The Russia Journal is een Engelstalige onafhankelijke nieuwswebsite die ook een maandelijks tijdschrift uitbracht. Het werd in 1998 opgericht door Ajay Goyal als een nieuwsblad. Het is een directe bron van informatie met handelsnieuws, analyses, commentaar en informatie uit Rusland. Het lijkt een wat conservatievere achtergrond te hebben.
In 2005 werd gestopt met het gedrukte tijdschrift, waarna in 2007 het updaten van de website ook eindigde.